# Radejčín
Radejčín, dříve také Radejšín, je vesnice, část obce Řehlovice v okrese Ústí nad Labem. Nachází se asi 4,5 km na jihovýchod od Řehlovic. V roce 2009 zde bylo evidováno 50 adres. V roce 2011 zde trvale žilo 86 obyvatel. Prochází tudy železniční trať Lovosice – Teplice v Čechách a dálnice D8 s tunelem Radejčín.
Radejčín je také název katastrálního území o rozloze 4,63 km2.

## Historie
Nejstarší písemná zmínka pochází z roku 1542. Od zavedení obecního zřízení v polovině 19. století byl Radejčín samostatnou obcí. V letech 1938 až 1945 byl Radejčín v důsledku uzavření Mnichovské dohody přičleněn k nacistickému Německu. V letech 1961-1980 byl částí tehdejší obce Dubice; od 1.7.1980 je částí obce Řehlovice.

## Obyvatelstvo
|                                                                              | 1869 | 1880 | 1890 | 1900 | 1910 | 1921 | 1930 | 1950 | 1961 | 1970 | 1980 | 1991 | 2001 | 2011 |
| ---------------------------------------------------------------------------- | ---- | ---- | ---- | ---- | ---- | ---- | ---- | ---- | ---- | ---- | ---- | ---- | ---- | ---- |
| Obyvatelé                                                                    | 172  | 173  | 169  | 191  | 192  | 200  | 226  | 112  | 142  | 104  | 67   | 49   | 52   | 86   |
| Domy                                                                         | 31   | 27   | 28   | 31   | 33   | 35   | 44   | 42   | .    | 28   | 21   | 27   | 27   | 30   |
| Počet domů z roku 1961 je zahrnut v celkovém počtu domů místní části Dubice. |      |      |      |      |      |      |      |      |      |      |      |      |      |      |

## Pamětihodnosti
- Sýpka při čp. 1

## Galerie

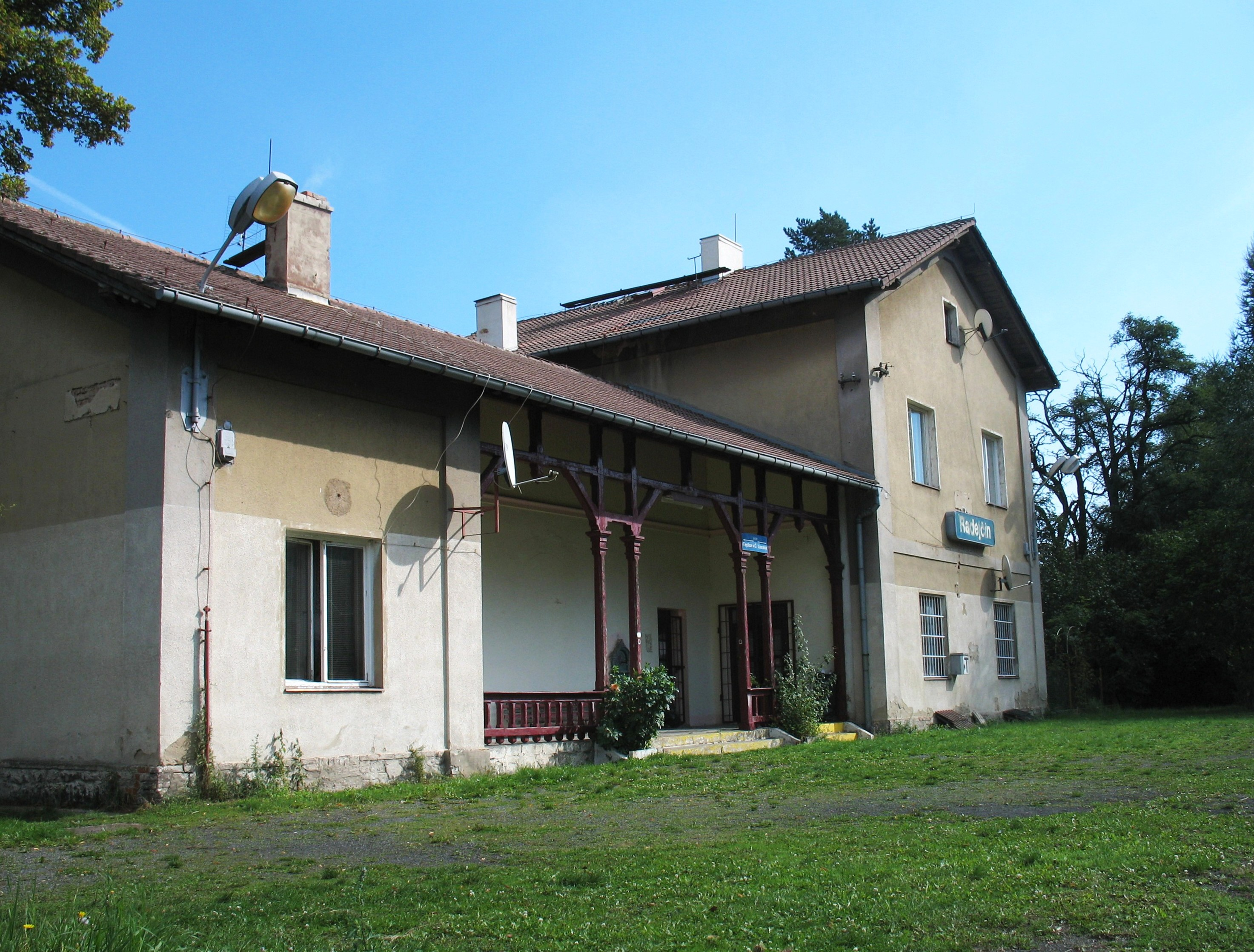
Nádraží Radejčín
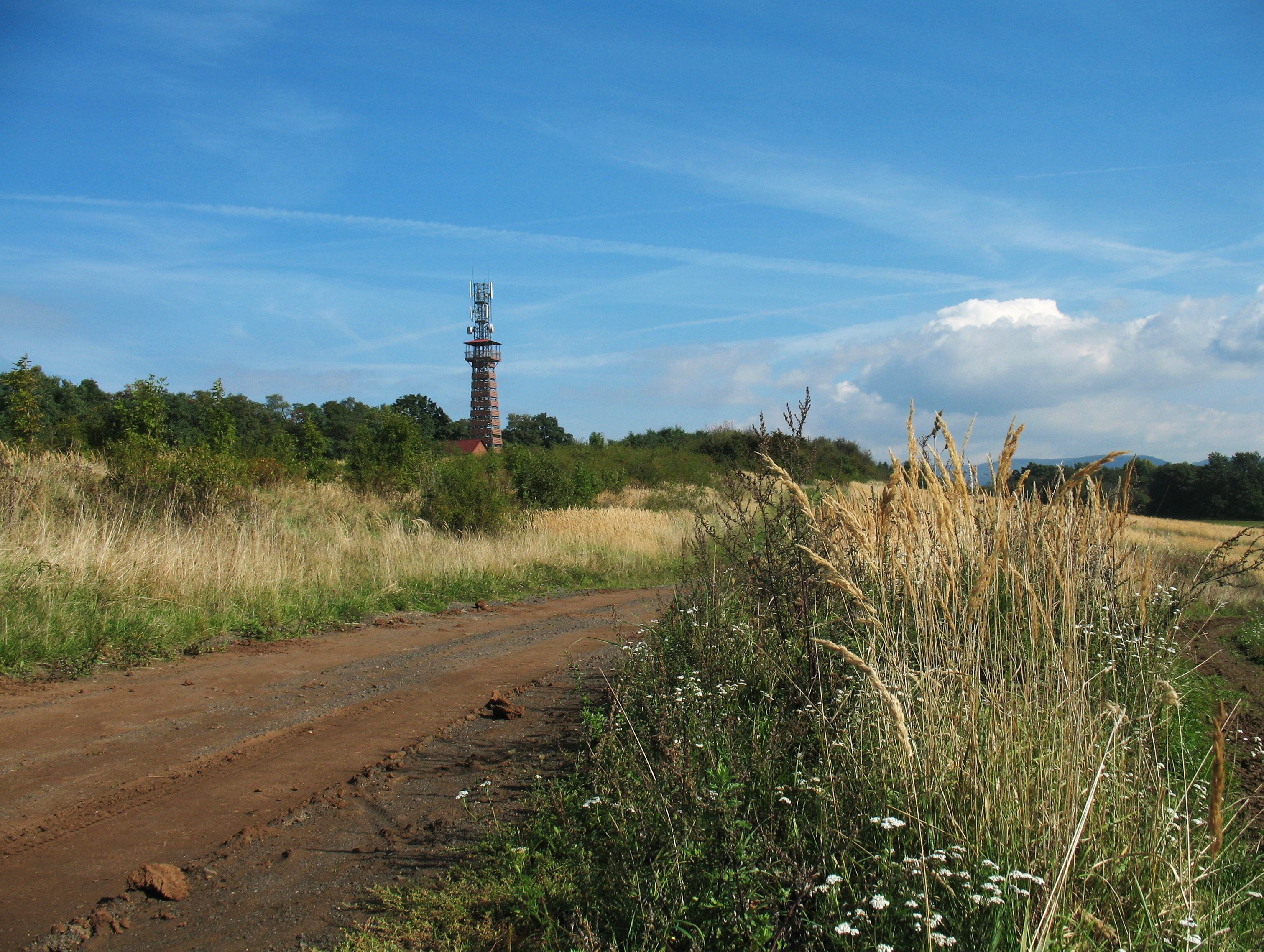
Rozhledna Radejčín
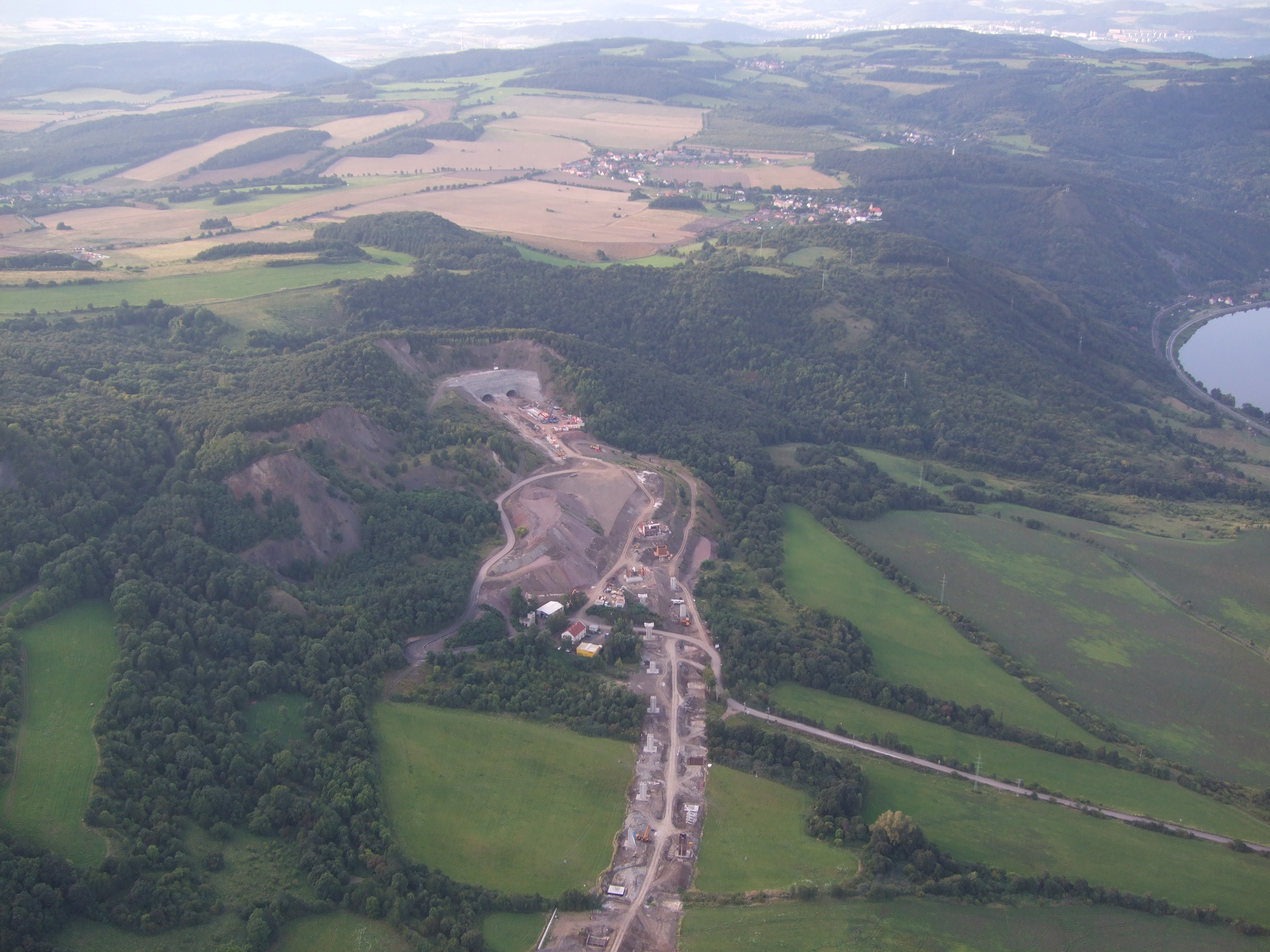
Tunel u Radejčína na D8 (výstavba v r. 2009)
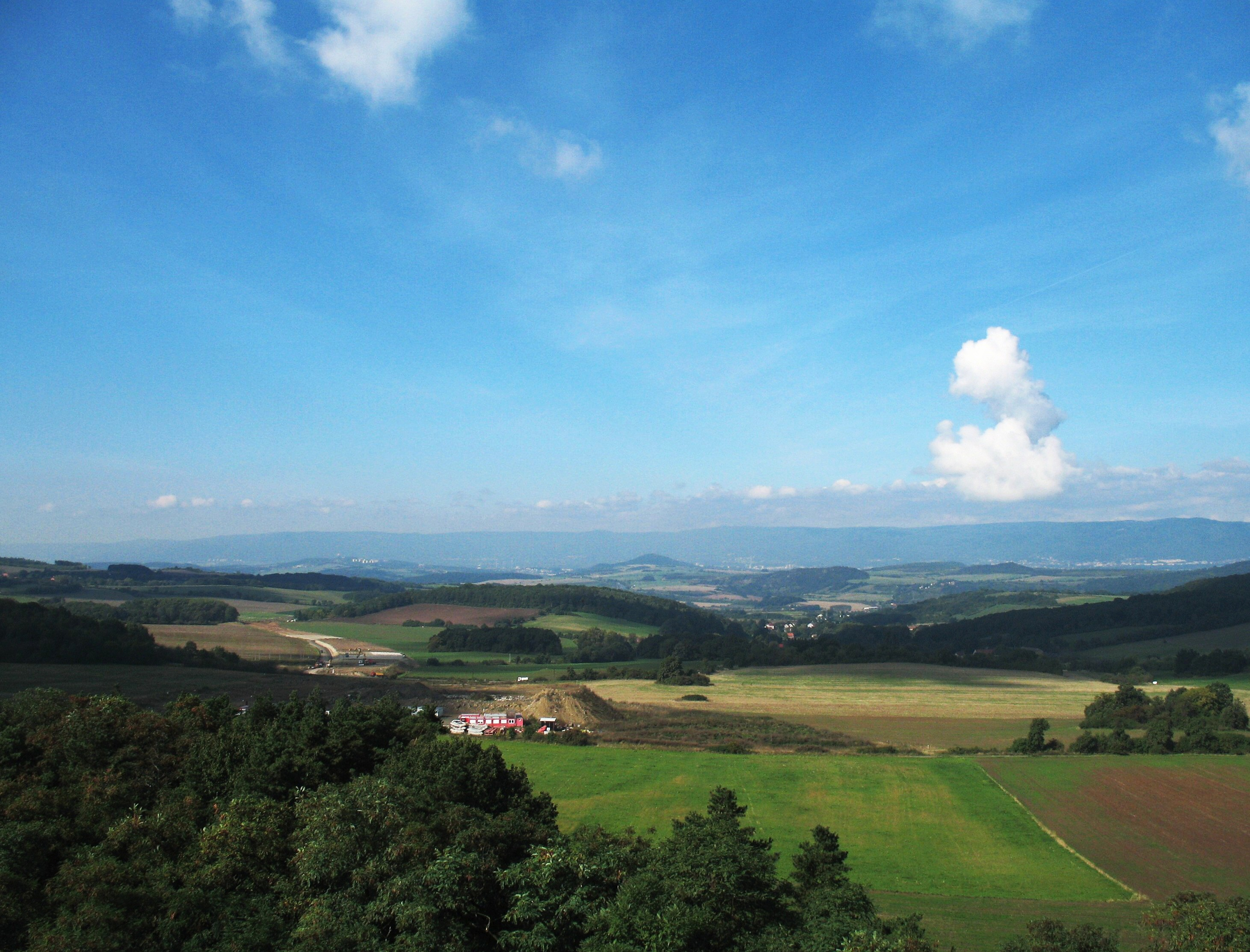
Pohled z rozhledny na sever (rok 2013)
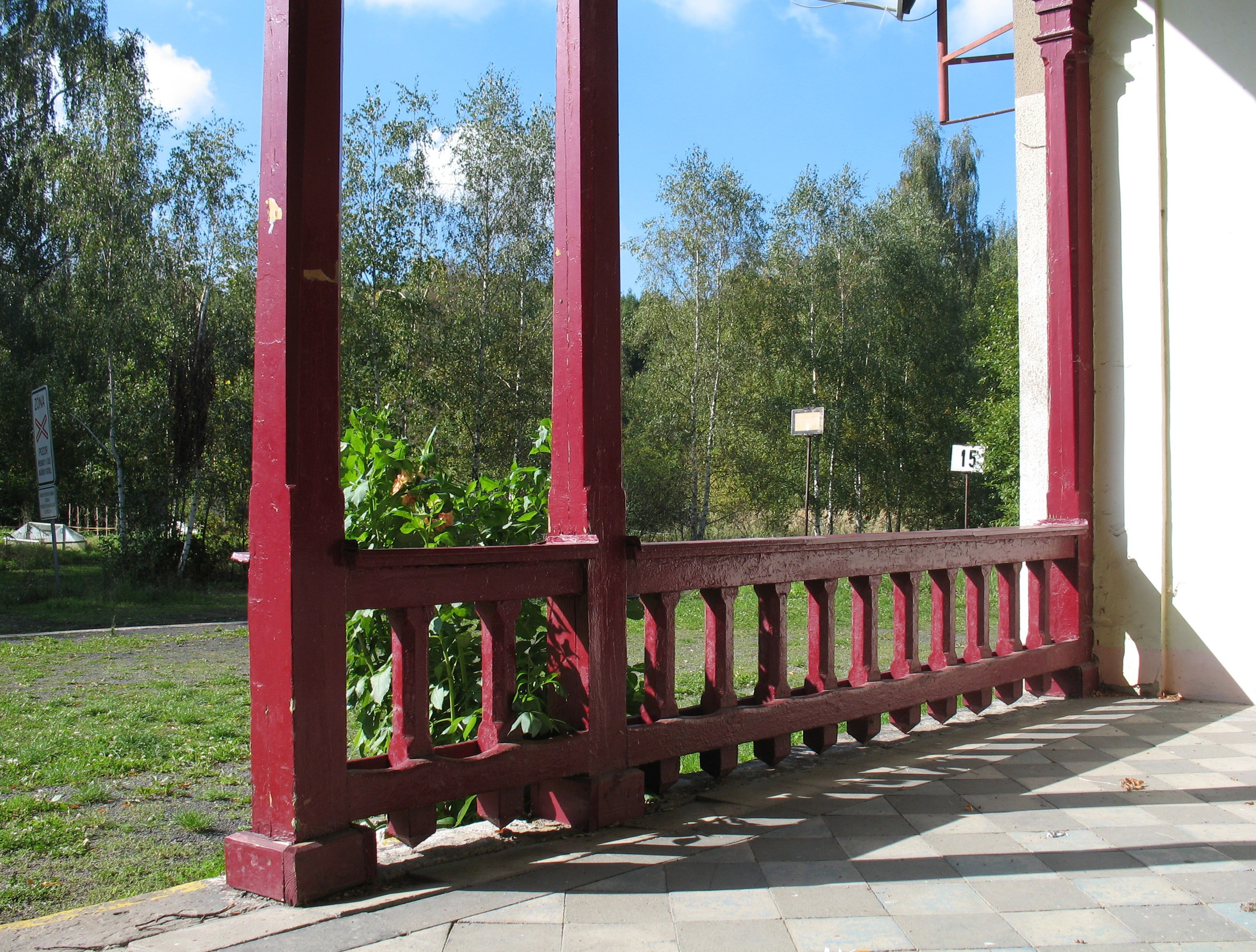
Nástupiště opuštěné stanice